# 竹中知華
竹中 知華（たけなか ともか、1982年1月19日 - ）は、ラジオ沖縄（ROK）のアナウンサー。広島県呉市出身

## 来歴
広島県立呉三津田高等学校、広島工業大学卒業。青森朝日放送アナウンサー、岩手朝日テレビリポーター、NHK沖縄放送局キャスター、2015年4月からフリーアナウンサーに転向。2017年10月にラジオ沖縄に入社する。

## 担当番組

### 現在担当の番組
- 思いやり交差点（不明、日 7:00-7:30 ※輪番）
- 華華天国（2020年9月28日～、月・水・木  14:30-16:40）

### 以前担当した番組
- おはよう沖縄（NHK沖縄放送局）
- アイダ設計Presentsちゅらいえばなし（エフエム沖縄）
- カラフル
- ときめきリバイバル（2015年4月～2018年3月）
- ユーグラデーションタイム チョイス!!（2018年1月～2020年9月、月～水  16:55-18:15）[10]
- バルーン ともかのうふふのふ！（2018年10月～2020年9月、金 9:30-11:30）

## 写真集
- ASAKARA TOMOKA（2015年4月1日、office LIGHTWORKS、撮影：福里さやか）[11][12] ISBN 978-4990826802

## テレビ出演（バラエティ番組）
- ヨソで言わんとい亭 〜ココだけの話が聞ける（秘）料亭〜 （2016年1月28日 テレビ東京） - 巨乳すぎてクレーム!?　HカップアナウンサーがNHKニュースを降板した本当の理由